# 左家庄站
左家庄站（工程名香河园站）是北京地铁17号线一座车站，位于北京市朝阳区左家庄街道香河园桥与香河园路交叉口。本站于2023年12月30日随17号线北段开通。

## 车站结构

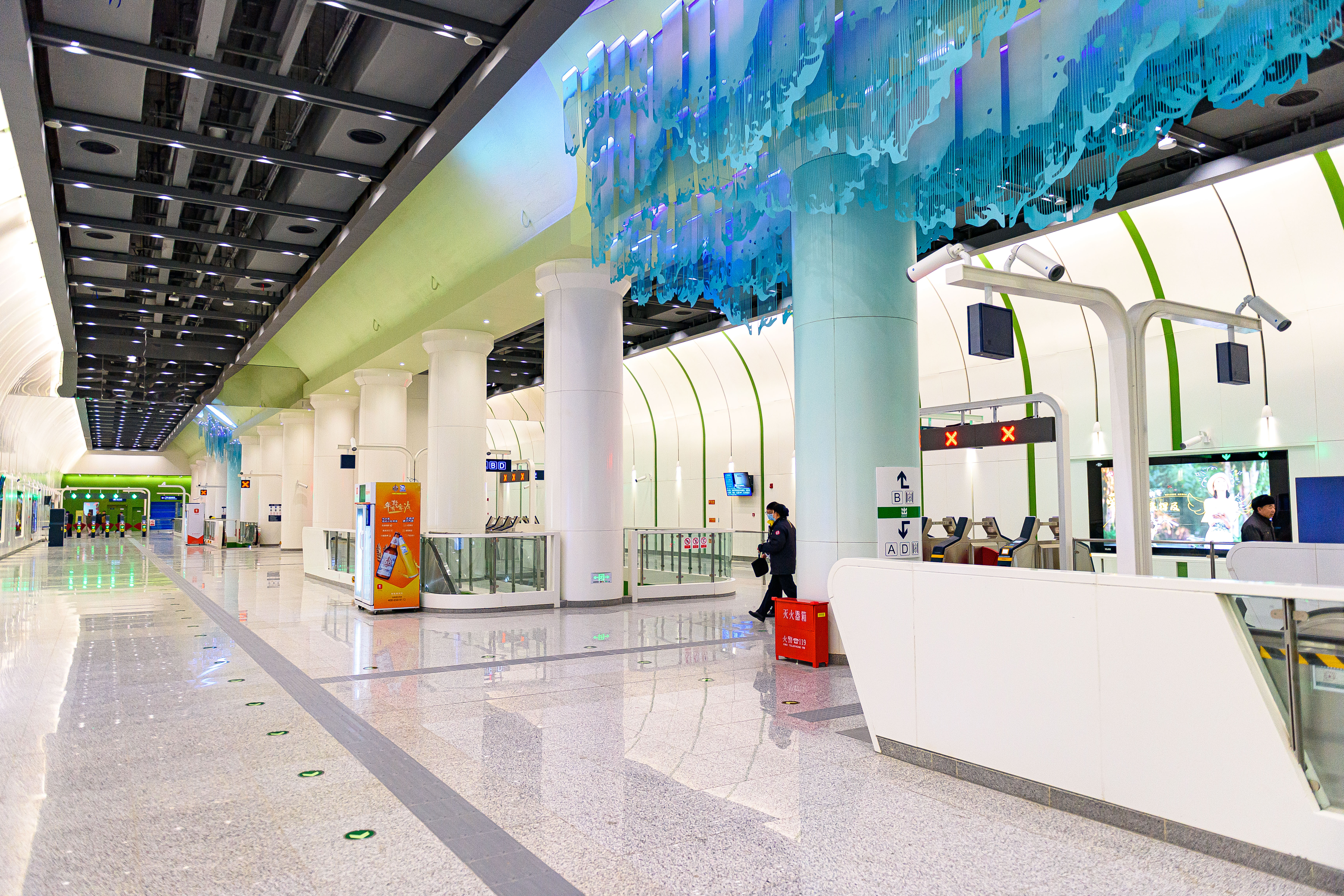
站厅

本站总建筑面积20384平方米，总长282.3米，采用两端明挖、中间暗挖的工法施工，明挖部分为三层三跨框架结构，暗挖部分为双层双跨拱顶直墙结构，底板埋深26.8米:32。本站设有2组风亭、4个出入口（含C口1个永久预留口）和1个无障碍电梯。
本站站厅设有艺术品《源》。
| 地面 |                    | 出入口                            |  |  |
| B1层 | 站厅               | 票务服务、自动售票机、进出站闸机  |  |  |
| B2层 |                    | █ 17号线 往未来科学城北（西坝河） |  |  |
|      | 岛式站台，左侧开门 |                                   |  |  |
|      |                    | █ 17号线 往嘉会湖（工人体育场）   |  |  |

## 出入口
本站现有3个出入口，A口位于香河园北街北侧，B口位于香河园路南侧，D口位于左家庄西街北侧。
|                       |            |                                              |      |                |
| 編號                  | 指示       | 建議前往的目的地                             | 图片 | 无障碍设施图片 |
| 出口 · A              | 左家庄西街 | 香河园路、当代MOMA蔓兰酒店                   |      | 不適用         |
| 出口 · B · 升降机标志 | 香河园路   | 新东路、全国供销干部学院                     |      |                |
| 出口 · D · 升降机标志 | 左家庄西街 | 东直门外斜街、信德京汇中心、北京雅辰悦居酒店 |      |                |
| 註： 設有             |            |                                              |      |                |